# Viña Machado
Virginia María Machado més coneguda com Viña Machado (Santa Marta, 17 d'agost de 1979) és una model i actriu colombiana. Ha actuat en sèries de televisió i va aparèixer en vídeos musicals.

## Carrera
En la seva entrevista al diari colombià El Espectador, va dir que la seva primera passarel·la va ser als 13 anys. Va començar la seva carrera d'actriu amb Dora, i el seu personatge "Brigit" a Lady, la vendedora de rosas va ser important en la seva carrera d'actriu després de modelar. Havia actuat a La Cacica i Comando élite. La seva actuació a la sèrie de televisió La esclava blanca va ser descrita com a impecable per Publimetro, l'edició colombiana de Metro International.

## Vida personal
El Universal va informar que havia viscut a Mèxic i Itàlia durant la seva carrera de model.

## Filmografia

### Televisió
| Any       | Títol                          | Personatge                                 | Canal                   |
| --------- | ------------------------------ | ------------------------------------------ | ----------------------- |
| 2025      | Manes                          | Aymara                                     | Prime Video             |
| 2024      | Cien años de soledad           | Pilar Ternera                              | Netflix                 |
| 2022-2023 | Leandro Díaz                   | Ignacia «Nacha» Díaz Ospino                | Canal RCN / Prime Video |
| 2019-2021 | Enfermeras                     | Jefe Gloria Mayorga Moreno                 | Canal RCN               |
| 2019      | El man es Germán               | Ella misma                                 | Canal RCN               |
| 2019      | El general Naranjo             | Esperanza                                  | Fox Premium Series      |
| 2019      | Pescaíto, el templo del fútbol | Mamá de Alex                               | Tele Caribe             |
| 2018      | La ley secreta                 | Sandra Medina / Laura de Dávila            | Netflix                 |
| 2017      | El Comandante                  | Carmen Rondón                              | Canal RCN               |
| 2017      | La Cacica                      | Consuelo Araújo Noguera                    | Caracol Televisión      |
| 2016      | La esclava blanca              | Eugenia vda. de Upton / Eugenia de Márquez | Caracol Televisión      |
| 2015-2016 | Celia                          | Carmen                                     | Canal RCN               |
| 2015-2016 | Anónima                        | Sofía Linares                              | Canal RCN               |
| 2015      | Lady, la vendedora de rosas    | Bridgit Restrepo                           | Canal RCN               |
| 2014      | La playita                     | Marysol Barguil                            | Canal RCN               |
| 2014      | Comando élite                  | Capitán Anabella Morón                     | Canal RCN               |
| 2012      | Historias clasificadas         | Astrid                                     | Canal RCN               |
| 2011      | Correo de inocentes            | Ines                                       | Canal RCN               |
| 2010      | El cartel                      | Joyce                                      | Caracol Televisión      |
| 2010      | Tierra de cantores             |                                            | Caracol Televisión      |
| 2009      | El fantasma del Gran Hotel     | Paola                                      | Canal RCN               |
| 2008-2010 | Oye bonita                     | María Elvira Santos                        | Caracol Televisión      |
| 2008-2009 | Los Protegidos                 | Laura                                      | Canal RCN               |
| 2008      | Súper pá                       | Fernanda Castro                            | Canal RCN               |
| 2004-2005 | Dora, la celadora              | Beatriz                                    | Caracol Televisión      |
| 2003-2004 | La Jaula                       | Invitada                                   | Televisa                |

### Cinema
| Any  | Títol                        | Personatge | Rol          |
| ---- | ---------------------------- | ---------- | ------------ |
| 2024 | La Pena Máxima 2             | Diana      | Reparto      |
| 2021 | Angel de mi vida             | Yolanda    | Protagonista |
| 2019 | El Rey Del Sapo              | Amparo     | Protagonista |
| 2019 | Juan Apóstol, El Más Amado   | Elisa      | Repartiment  |
| 2015 | Hangman's Game               | Vanessa    | Protagonista |
| 2014 | Liquid Mirror (Curtmetratge) |            |              |
| 2014 | Sea Child (Curtmetratge)     | Mamá       | Protagonista |

### Reality Shows
| Any  | Títol                                         | Rol          | Canal     |
| ---- | --------------------------------------------- | ------------ | --------- |
| 2021 | MasterChef Celebrity                          | Participante | Canal RCN |
| 2005 | La isla de los famosos 2: una aventura pirata | Participant  | Canal RCN |

### Vídeos musicals
- La foto de los dos: Carlos Vives (2013)
- El Caballero: Peter Manjarrés (2009)
- El último adiós: Paulina Rubio (2001)
- Yo no soy esa mujer: Paulina Rubio (2001)

## Premis i nominacions

### Produ Awards
| Any  | Categoria                                              | Telenovel·la o Sèrie | Resultat   |
| ---- | ------------------------------------------------------ | -------------------- | ---------- |
| 2023 | Millor Actriu de Repartiment Superserie i Telenovel·la | Leandro Díaz         | Guanyadora |

### Premis India Catalina
| Any  | Categoria                                         | Telenovel·la o sèrie | Resultat  |
| ---- | ------------------------------------------------- | -------------------- | --------- |
| 2020 | Millor actriu antagonista de telenovel·la o sèrie | Enfermeras           | Guanyador |

### Premis Platino
| Any  | Categoria                                                             | Telenovel·la o sèrie | Resultat |
| ---- | --------------------------------------------------------------------- | -------------------- | -------- |
| 2025 | Millor interpretació femenina de repartiment en minisèrie o telesèrie | Cien años de soledad | Nominat  |